# Macrotrachela sonorensis
Macrotrachela sonorensis är en hjuldjursart som beskrevs av Örstan 1995. Macrotrachela sonorensis ingår i släktet Macrotrachela och familjen Philodinidae. Inga underarter finns listade i Catalogue of Life.